# Лебо, Мадлен
Мадле́н Лебо́ (фр. Madeleine Lebeau; 10 июня 1923 — 1 мая 2016) — французская актриса.

## Ранняя биография
Мадлен Лебо родилась недалеко от Парижа. В 1939 году вышла замуж за французского актера еврейского происхождения Марселя Далио (урожд. Израиль Мойше Блаушильд). Для него это был второй брак. Они познакомились на сцене, где Мадлен играла крохотную роль. В 1939 году она дебютировала в фильме-мелодраме Девочки в бедствии (Jeunes en détresse). В июне 1940 года супруги покинули Париж перед вторжением немецкой армии и оказались в Лиссабоне. Затем им потребовалось два месяца, чтобы получить визы в Чили.
Однако, когда их судно достигло берегов Мексики, они были задержаны вместе с приблизительно двумястами другими пассажирами, так как их чилийские визы оказались поддельными. В конечном счете они смогли получить временные канадские паспорта и затем переехали в Соединенные Штаты.
Голливудский дебют Мадлен Лебо состоялся в 1941 году в фильме Задержите рассвет с Оливией Де Хэвилленд в главной роли. В следующем году Мадлен Лебо появилась в фильме-биографии ирландско-американского боксера Джеймса Корбетта Джентльмен Джим.

## «Касабланка»
Позднее в том же году Мадлен была утверждена на роль Ивонн в художественном фильме «Касабланка». Кинокомпания Warner Bros. заключила контракт с нею на $100 долларов в неделю в течение двадцати шести недель.
Актриса рассказывала Шарлотте Чандлер, которая была биографом Ингрид Бергман: «Меня не вырезали, но из-за того что они продолжали изменять сценарий и каждый раз, когда они меняли его, моя часть роли становилась всё меньше. Это не было личным, но я была так разочарована».
Во время съёмок в «Касабланке» развелась со своим мужем, актёром Марселем Далио, который играл крупье Эмиля в этом фильме.
После ухода из жизни актрисы Джой Пэйдж в апреле 2008, Мадлен Лебо оставалась последней живой участницей легендарного актёрского состава фильма «Касабланка».

## После «Касабланки»
Вслед за Касабланкой Мадлен Лебо сыграла роли в двух американских фильмах. Первой была большая роль в военной драме Париж после темноты (1943), где она играла вместе со своим бывшим мужем. В следующем году сыграла роль в фильме Музыка для миллионов. Участвовала в бродвейской постановке спектакля Французское прикосновение.
После окончания Второй мировой войны Мадлен Лебо возвратилась во Францию, где оставалась до 1966 года, и продолжила карьеру. Она появилась в фильме Шуаны (Les Chouans, 1947), затем снялась в британском фильме вместе с Джин Симмонс, Золотая Клетка (1950).

## Поздние годы
Сыграла главную роль — проститутки Малу — в фильме Грехи Мадлен (1951) режиссёра Анри Лепажа. Снималась ещё в 20 фильмах, главным образом французских, включая Парижанку (1957) с Брижитт Бардо в главной роли, и фильме Восемь с половиной (1963) режиссёра Федерико Феллини. Последние два фильма с участием Мадлен Лебо были сняты в Испании в 1965 году.
В 1966 году переехала в Рим с итальянским сценаристом Туллио Пинелли, принимавшим участие в создании  8½, за которого вышла замуж в 1988 году,. В конце 1960 годов актриса также появилась в нескольких телесериалах, прежде чем окончательно уйти из кино.

### Смерть
Умерла 1 мая 2016 года в Эстепоне, Испания, после перелома бедра.

## Избранная фильмография
| Год  |   | Русское название           | Оригинальное название               | Роль                                                     |
| ---- | - | -------------------------- | ----------------------------------- | -------------------------------------------------------- |
| 1941 | ф | Задержите рассвет          | Hold Back the Dawn                  | Анни                                                     |
| 1942 | ф | Джентльмен Джим            | Gentleman Jim                       | Анна Хелд                                                |
| 1942 | ф | Касабланка                 | Casablanca                          | Ивонн                                                    |
| 1943 | ф | Париж после темноты        | Paris After Dark                    | Колетта                                                  |
| 1944 | ф | Музыка для миллионов       | Music for Millions                  | Джейн                                                    |
| 1947 | ф | Шуаны                      | Les Chouan                          | Мари-Натали де Верней, шпионка на республиканской службе |
| 1951 | ф | Грехи Мадлен               | The Sins of Madeleine/Dupont Barbès | Малу, проститутка (главная роль)                         |
| 1957 | ф | Парижанка                  | La Parisienne                       | Миссис Уилсон                                            |
| 1953 | ф | Легко и коротко одет       | Légère et court vêtue               | Жаклин                                                   |
| 1955 | ф | Наполеон: путь к вершине   | Napoleon                            | Эмилия                                                   |
| 1958 | ф | Жизнь вдвоём               | La Vie à deux                       | Пегги                                                    |
| 1959 | ф | Дорога школяров            | Le chemin des écoliers              | Флора, бывшая подруга Поля                               |
| 1963 | ф | Восемь с половиной         | Otto e mezzo                        | Мадлен, французская актриса                              |
| 1963 | ф | Анжелика — маркиза ангелов | Angélique, marquise des anges       | «Великая Мадемуазель» (герцогиня де Монпансье)           |